# 上蒲刈島

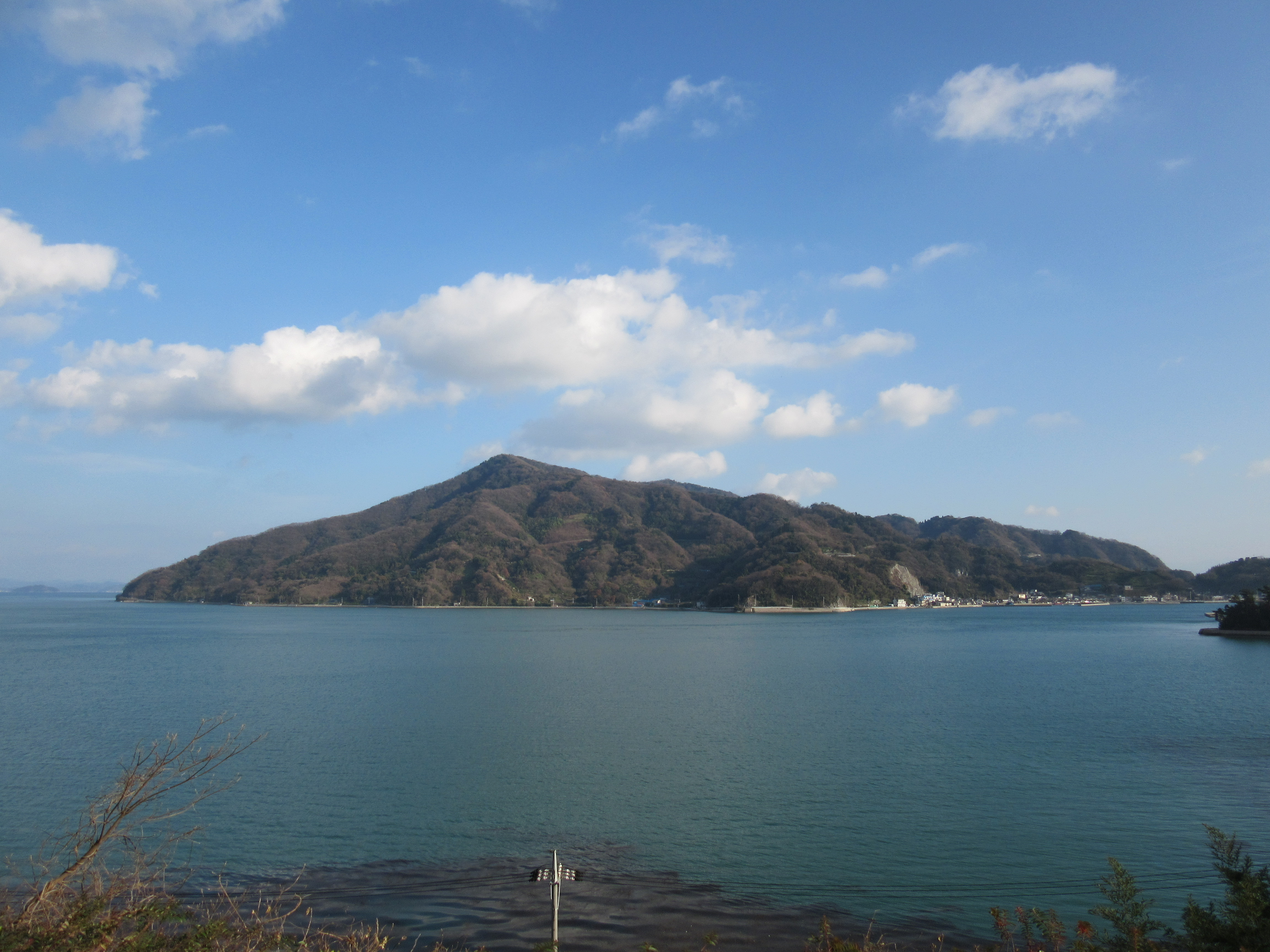
上蒲刈島（下蒲刈島・安芸灘大橋口より撮影）

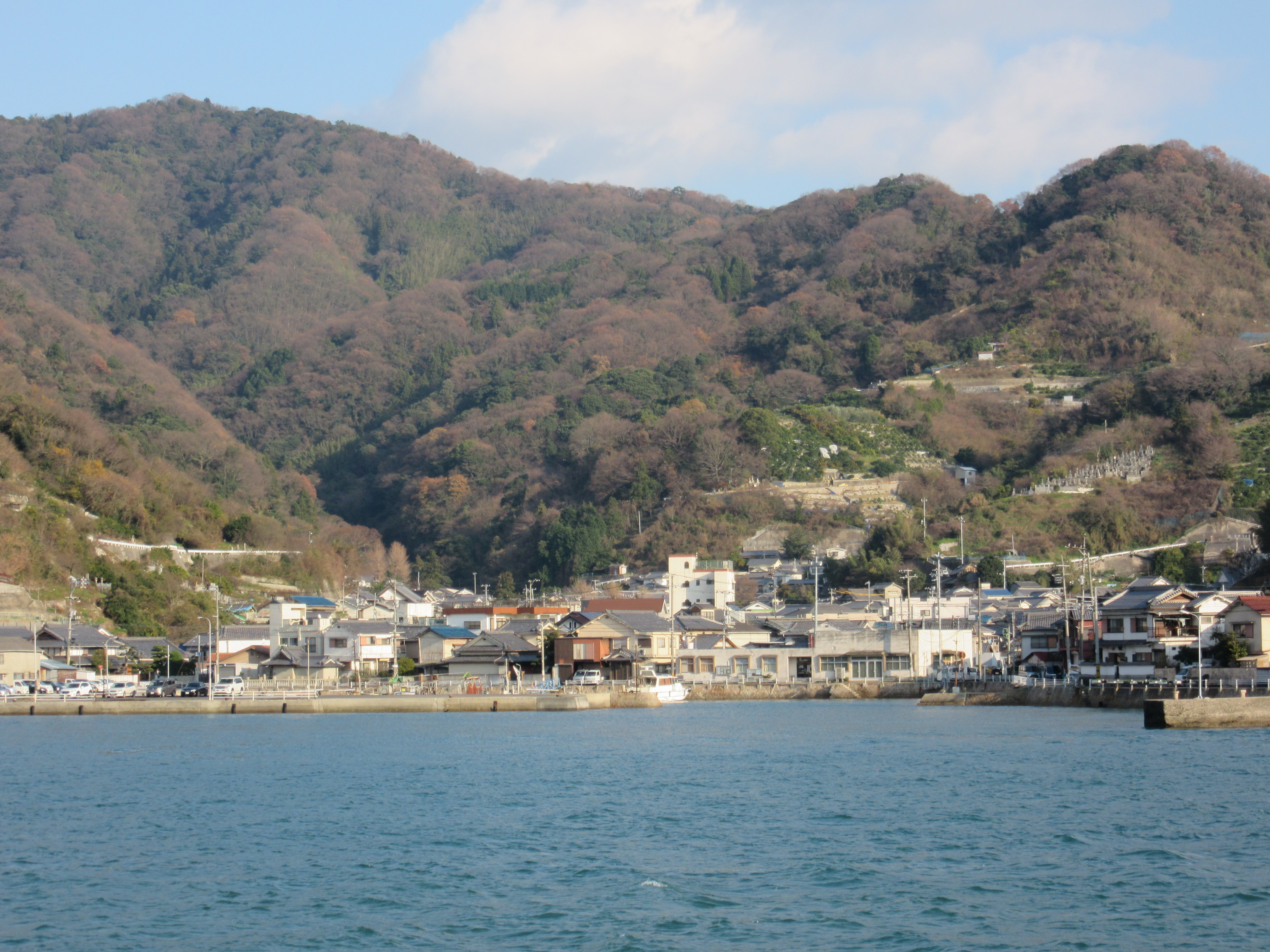
上蒲刈島・向地区

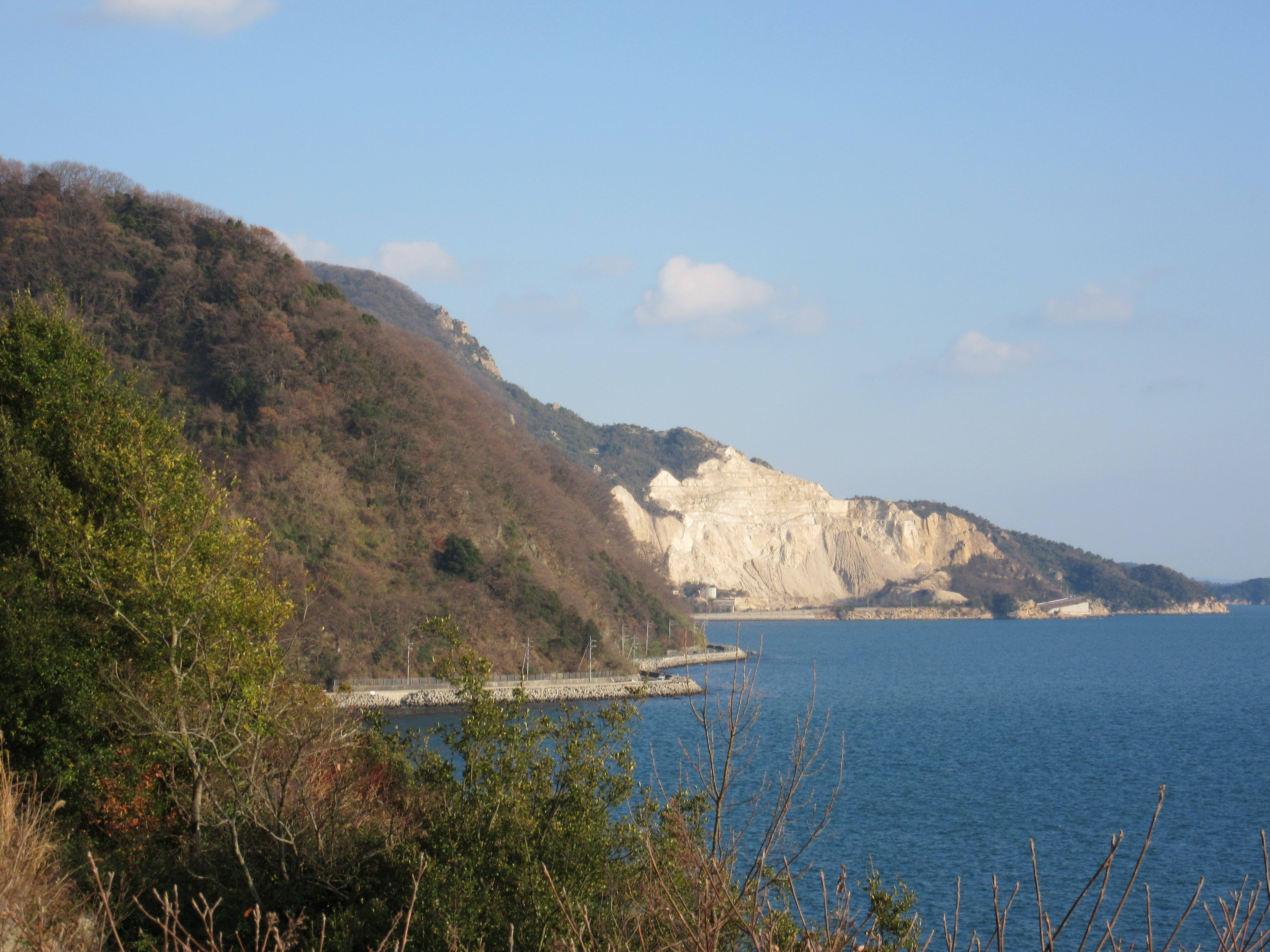
上蒲刈島南岸。採石場が存在する

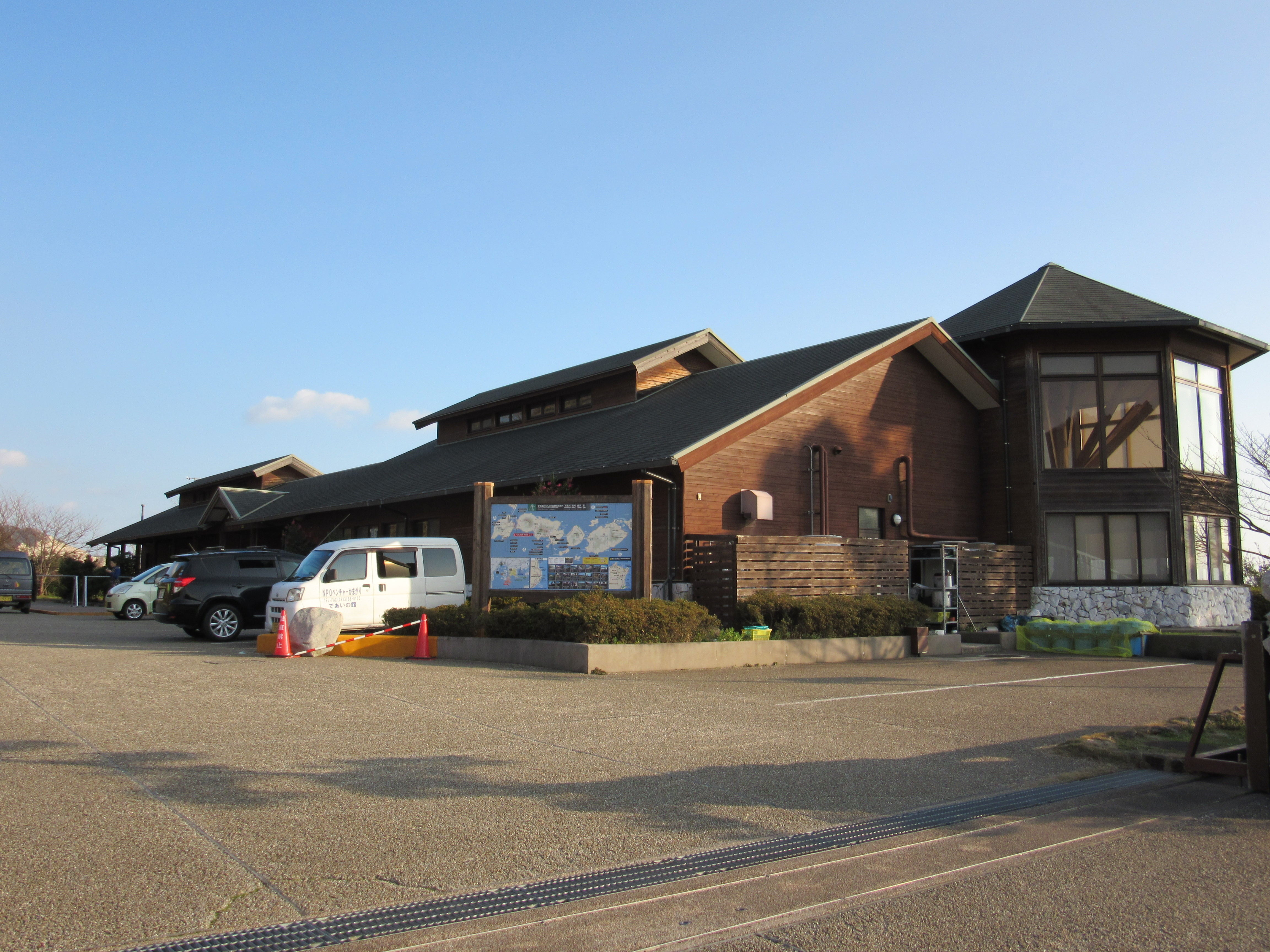
上蒲刈島・であいの館

上蒲刈島（かみかまがりじま）は、瀬戸内海の中部にある蒲刈群島の島。蜜柑などの果樹栽培が盛ん。

## 行政
広島県呉市に属する。1956年以来安芸郡蒲刈町として一島一町であったが、2005年3月20日に呉市の一部となった。

## 自然
- 山：七国見山 - 島の最高峰。

## 歴史
安芸国に属し、荘園時代には日高荘の一部であった。

## 交通

### 道路
- 橋
  - 蒲刈大橋：安芸灘諸島連絡架橋の2号橋。西方にある下蒲刈島との間に架かっている。
  - 豊島大橋：安芸灘諸島連絡架橋の3号橋。東方にある豊島との間に架かっている。

### バス
- 広島 - 蒲刈・豊浜・豊線（とびしまライナー）

広島バスセンター - 呉駅前 - 広駅前 - 沖友天満宮（大崎下島）便では「向小市の浜」「原」「恋ヶ浜」バス停に停車。
- さんようバス・瀬戸内産交（共同運行）

中国労災病院 - 広駅前 - 下蒲刈島 - 上蒲刈島 - 豊島 - 沖友天満宮（大崎下島）の路線がある。

### 港湾
- 蒲刈港
2008年11月18日、豊島大橋の開通により定期旅客船の航路はなくなった。
  - 田戸港
  - 宮盛港

かつては瀬戸内海汽船グループの広今あきなだ高速により 広島港-今治港 高速船の寄航があったが、2006年11月いっぱいをもって廃止された。
かつては瀬戸内海汽船グループの山陽商船により 仁方港-大長港 高速船の寄航があったが、2007年6月いっぱいをもって廃止された。
かつてはせと観光ボートにより 仁方港-大長港-今治港 高速船の寄航があったが、2008年11月19日から寄港しなくなった。
  - 大浦港

かつては山陽商船により 豊島・立花 へのフェリーがあったが、2008年11月18日までの運航をもって廃止された。

## 観光名所
- 県民の浜
- 桂の滝